# Volkswagen Passat B8
Volkswagen Passat B8 er en stor mellemklassebil fra Volkswagen, som blev præsenteret for offentligheden på Paris Motor Show 2014 som efterfølger for Passat B7. Bilen kunne bestilles fra den 21. juli samme år, og de første biler blev leveret i november. Passat er for første gang baseret på MQB-platformen ligesom den mindre Golf, hvorved kabinepladsen kunne øges ved cirka samme udvendige længde.
Derudover blev modellen kåret til Årets Bil i Europa 2015.

## Udstyr
Ligesom de fleste aktuelle Volkswagen-modeller findes Passat B8 ud over basismodellen Trendline i den udvidede udstyrsvariant Comfortline og luksusversionen Highline. Derudover er udstyrsvarianten GTE standard på plug-in-hybrid-modellen Passat GTE, og offroadudstyrsvarianten Alltrack kan leveres til Passat Variant.

### Førerhjælpesystemer
Passat er udstyret med flere forskellige førerhjælpesystemer såsom Adaptive Cruise Control, fodgængergenkendelse, dødvinkelassistent og vognbaneholdeassistent. Andre systemer kan for første gang leveres i en personbil, såsom Emergency Assist som kan overtage den fulde kontrol over bilen. I et medicinsk nødstilfælde med tiltagende inaktivitet af føreren kører bilen selv videre og opfordrer ved hjælp af en signaltone og korte bremseryk føreren til at overtage styringen af bilen. Såfremt føreren ikke reagerer, bremser bilen selv ned til stilstand og aktiverer havariblinket.
En yderligere nyhed er den såkaldte trailerassistent, som hjælper ved bakning med anhænger. Ved hjælp af joysticken som ellers bruges til at indstille sidespejlene kan føreren programmere den retning, hvori anhængeren skal bevæge sig. De dertil nødvendige styrebevægelser udfører systemet herefter helt automatisk.
Desuden er parkeringsassistenten blevet videreudviklet, hvorved Passat som den første bil i verden kan køre forlæns ind i en parkeringslomme.
- Bagfra
- Volkswagen Passat Variant (2014−2019)
- Volkswagen Passat GTE (2014−2018)
- Passat Variant i blå/sølv/gul lakering brugt som tysk politibil
- VW Passat Variant (2019−)
- VW Passat Variant R-Line Edition (2019−)
- Volkswagen Passat GTE (2019−)
- Volkswagen Passat Variant GTE (2019−)

## Motorer
Motorprogrammet blev modificeret i forbindelse med modelskiftet. Dieselmotorerne har i forhold til forgængeren fået øget deres effekt ved samme slagvolume; nyt er en effektøget version med biturbo. Benzinmotorprogrammet omfattede i starten to versioner af 1,4 TSI; for første gang siden 1991 er der ikke længere nogen motorer med mere end fire cylindre på programmet. Med GTE-versionen findes Passat for første gang også som Plug-in-hybrid.

### Tekniske data

#### Benzinmotorer
|                                                | 1.4 TSI                   | 1.4 TSI ACT               | 1.8 TSI                   | 2.0 TSI                   | 2.0 TSI                   |
| Byggeperiode                                   | 7/2014−                   | 7/2014−                   | 2/2015−                   | 2/2015−                   | 6/2015−                   |
| Motordata                                      |                           |                           |                           |                           |                           |
| Motorkendebogstaver                            | CZCA                      | CZDA, CZEA                | CJSA                      | CHHB                      | CJXA                      |
| Motortype                                      | R4-benzinmotor            | R4-benzinmotor            | R4-benzinmotor            | R4-benzinmotor            | R4-benzinmotor            |
| Antal ventiler pr. cylinder                    | 4                         | 4                         | 4                         | 4                         | 4                         |
| Fødesystem                                     | Direkte indsprøjtning     | Direkte indsprøjtning     | Direkte indsprøjtning     | Direkte indsprøjtning     | Direkte indsprøjtning     |
| Trykladning                                    | Turbolader, ladeluftkøler | Turbolader, ladeluftkøler | Turbolader, ladeluftkøler | Turbolader, ladeluftkøler | Turbolader, ladeluftkøler |
| Køling                                         | Vandkøling                | Vandkøling                | Vandkøling                | Vandkøling                | Vandkøling                |
| Boring × slaglængde                            | 74,5 × 80,0 mm            | 74,5 × 80,0 mm            | 82,5 × 84,2 mm            | 82,5 × 92,8 mm            | 82,5 × 92,8 mm            |
| Slagvolume                                     | 1395 cm³                  | 1395 cm³                  | 1798 cm³                  | 1984 cm³                  | 1984 cm³                  |
| Maks. effekt ved omdr./min.                    | 92 kW (125 hk) 5000−6000  | 110 kW (150 hk) 5000−6000 | 132 kW (180 hk) 5100−6200 | 162 kW (220 hk) 4500−6200 | 206 kW (280 hk) 5600−6500 |
| Maks. drejningsmoment ved omdr./min.           | 200 Nm 1400−4000          | 250 Nm 1500−3000          | 250 Nm 1250−5000          | 350 Nm 1500−4400          | 350 Nm 1700−5600          |
| Udstødningsnorm                                | Euro6                     | Euro6                     | Euro6                     | Euro6                     | Euro6                     |
| Kraftoverførsel                                |                           |                           |                           |                           |                           |
| Drivende hjul (standardudstyr)                 | Forhjul                   | Forhjul                   | Forhjul                   | Forhjul                   | Alle                      |
| Drivende hjul (ekstraudstyr)                   | –                         | Alle                      | –                         | –                         | –                         |
| Gearkasse (standardudstyr)                     | 6-trins manuel            | 6-trins manuel            | 7-trins DSG               | 6-trins DSG               | 6-trins DSG               |
| Gearkasse (ekstraudstyr)                       | 7-trins DSG               | 7-trins DSG               | –                         | –                         | –                         |
| Præstationer (Limousine)                       |                           |                           |                           |                           |                           |
| Topfart                                        | 208 km/t                  | 220 km/t                  | 232 km/t                  | 246 km/t                  | 250 km/t                  |
| Acceleration 0-100 km/t                        | 9,7 sek.                  | 8,4 sek.                  | 7,9 sek.                  | 6,7 sek.                  | 5,5 sek.                  |
| Brændstofforbrug pr. 100 km ved blandet kørsel | 4,4−4,5 liter Blyfri 95   | 4,9−5,0 liter Blyfri 95   | 5,7 liter Blyfri 95       | 6,2 liter Blyfri 95       | 7,1 liter Blyfri 95       |
| CO2-udslip ved blandet kørsel                  | 116−119 g/km              | 115−116 g/km              | 129 g/km                  | 142 g/km                  | 159−160 g/km              |
| Præstationer (Variant)                         |                           |                           |                           |                           |                           |
| Topfart                                        | 206 km/t                  | 218 km/t                  | 230 km/t                  | 244 km/t                  | 250 km/t                  |
| Acceleration 0-100 km/t                        | 9,9 sek.                  | 8,6 sek.                  | 8,1 sek.                  | 6,9 sek.                  | 5,7 sek.                  |
| Brændstofforbrug pr. 100 km ved blandet kørsel | 5,3−5,5 liter Blyfri 95   | 5,1−5,2 liter Blyfri 95   | 5,8 liter Blyfri 95       | 6,3 liter Blyfri 95       | 7,2 liter Blyfri 95       |
| CO2-udslip ved blandet kørsel                  | 124−127 g/km              | 119−120 g/km              | 130 g/km                  | 145 g/km                  | 163−164 g/km              |

1. ↑  ACT = aktiv cylinderfrakobling

#### Dieselmotorer
|                                                | 1.6 TDI DPF (SCR) BlueMotion Technology | 2.0 TDI DPF (SCR) BlueMotion Technology             | 2.0 TDI DPF SCR BlueMotion Technology                  | 2.0 TDI DPF SCR BlueMotion Technology |
| Byggeperiode                                   | 7/2014−                                 | 7/2014−                                             | 7/2014−                                                | 7/2014−                               |
| Motordata                                      |                                         |                                                     |                                                        |                                       |
| Motorkendebogstaver                            | DCXA                                    | CRLB                                                | CUAA                                                   | DDAA                                  |
| Motortype                                      | R4-dieselmotor                          | R4-dieselmotor                                      | R4-dieselmotor                                         | R4-dieselmotor                        |
| Antal ventiler pr. cylinder                    | 4                                       | 4                                                   | 4                                                      | 4                                     |
| Fødesystem                                     | Commonrail                              | Commonrail                                          | Commonrail                                             | Commonrail                            |
| Trykladning                                    | Turbolader, ladeluftkøler               | Turbolader, ladeluftkøler                           | Turbolader, ladeluftkøler                              | Biturbo, ladeluftkøler                |
| Køling                                         | Vandkøling                              | Vandkøling                                          | Vandkøling                                             | Vandkøling                            |
| Boring × slaglængde                            | 79,5 × 80,5 mm                          | 81,0 × 95,5 mm                                      | 81,0 × 95,5 mm                                         | 81,0 × 95,5 mm                        |
| Slagvolume                                     | 1598 cm³                                | 1968 cm³                                            | 1968 cm³                                               | 1968 cm³                              |
| Maks. effekt ved omdr./min.                    | 88 kW (120 hk) 3600−4000                | 110 kW (150 hk) 3500−4000                           | 140 kW (190 hk) 3500−4000                              | 176 kW (240 hk) 4000                  |
| Maks. drejningsmoment ved omdr./min.           | 250 Nm 1750−3500                        | 340 Nm 1750−3000                                    | 400 Nm 1750−3000                                       | 500 Nm 1750−2500                      |
| Udstødningsnorm                                | Euro6                                   | Euro6                                               | Euro6                                                  | Euro6                                 |
| Kraftoverførsel                                |                                         |                                                     |                                                        |                                       |
| Drivende hjul (standardudstyr)                 | Forhjul                                 | Forhjul                                             | Forhjul                                                | Alle                                  |
| Drivende hjul (ekstraudstyr)                   | –                                       | Alle                                                | Alle                                                   | –                                     |
| Gearkasse (standardudstyr)                     | 6-trins manuel                          | 6-trins manuel                                      | 6-trins manuel (til 10/2017) 7-trins DSG (fra 10/2017) | 7-trins DSG                           |
| Gearkasse (ekstraudstyr)                       | 7-trins DSG                             | 6-trins DSG (til 10/2017) 7-trins DSG (fra 10/2017) | 6-trins DSG (til 10/2017)                              | –                                     |
| Præstationer (Limousine)                       |                                         |                                                     |                                                        |                                       |
| Topfart                                        | 206 km/t                                | 215−220 km/t                                        | 230−235 km/t                                           | 240 km/t                              |
| Acceleration 0-100 km/t                        | 10,8 sek.                               | 8,7 sek.                                            | 7,5−7,9 sek.                                           | 6,1 sek.                              |
| Brændstofforbrug pr. 100 km ved blandet kørsel | 3,7−4,2 liter Diesel                    | 4,0−4,6 liter Diesel                                | 4,1−5,1 liter Diesel                                   | 5,3−5,7 liter Diesel                  |
| CO2-udslip ved blandet kørsel                  | 95−109 g/km                             | 106−119 g/km                                        | 106−132 g/km                                           | 149−150 g/km                          |
| Præstationer (Variant)                         |                                         |                                                     |                                                        |                                       |
| Topfart                                        | 204 km/t                                | 213−218 km/t                                        | 228−233 km/t                                           | 238 km/t                              |
| Acceleration 0-100 km/t                        | 11,0 sek.                               | 8,9 sek.                                            | 7,7−8,1 sek.                                           | 6,3 sek.                              |
| Brændstofforbrug pr. 100 km ved blandet kørsel | 3,8−4,2 liter Diesel                    | 4,1−4,9 liter Diesel                                | 4,2−5,2 liter Diesel                                   | 5,4−5,8 liter Diesel                  |
| CO2-udslip ved blandet kørsel                  | 96−110 g/km                             | 107−129 g/km                                        | 109−135 g/km                                           | 151−152 g/km                          |

1. 1 2 3  SCR = selektiv katalytisk reduktion. Standard på 2.0 TDI 110 kW (150 hk) med 4Motion, 2.0 TDI 140 kW (190 hk) og 2.0 TDI 176 kW (240 hk); kan mod merpris leveres til 1.6 TDI. Fra oktober 2017 standard på 2.0 TDI 110 kW (150 hk).
2. ↑  Til visse eksportlande 81 kW (110 hk)

#### Plug-in-hybrid (GTE)
Passat GTE er udstyret med plug-in-hybriddrift, som kan sammenlignes med den mindre Golf GTE. Udefra adskiller Passat GTE sig gennem skrifttrækket bagpå, pyntelisten på fronten samt de C-formede dagkørelys kun en smule fra versionerne med kun forbrændingsmotor. Tilslutningsstikket til ladekablet er placeret på fronten, modsat Golf GTE dog ikke bag VW-logoet men i stedet bag en yderligere klap i kølergrillen i førersiden.
|                                                          | GTE                          |       |       |       |       |
| Byggeperiode                                             | 10/2015−                     |       |       |       |       |
| Motordata                                                |                              |       |       |       |       |
| Motorkendebogstaver                                      | CUK/CUKB/CUKC                |       |       |       |       |
| Motortype                                                | Plug-in-hybrid               |       |       |       |       |
| Antal cylindre/ Antal ventiler pr. cylinder              | 4/4                          |       |       |       |       |
| Boring × slaglængde                                      | 74,5 × 80,0 mm               |       |       |       |       |
| Slagvolume                                               | 1395 cm³                     |       |       |       |       |
| Maks. effekt (forbrændingsmotor) ved omdr./min.          | 115 kW (156 hk) 5000−6000    |       |       |       |       |
| Maks. effekt (elmotor) ved omdr./min.                    | 85 kW (115 hk) 2500          |       |       |       |       |
| Maks. effekt (samlet)                                    | 160 kW (218 hk)              |       |       |       |       |
| Maks. drejningsmoment (forbrændingsmotor) ved omdr./min. | 250 Nm 1500−3500             |       |       |       |       |
| Maks. drejningsmoment (elmotor)                          | 330 Nm                       |       |       |       |       |
| Maks. drejningsmoment (samlet)                           | 400 Nm                       |       |       |       |       |
| Udstødningsnorm                                          | Euro6                        | Euro6 | Euro6 | Euro6 | Euro6 |
| Kraftoverførsel                                          |                              |       |       |       |       |
| Gearkasse                                                | 6-trins DSG                  |       |       |       |       |
| Præstationer                                             |                              |       |       |       |       |
| Topfart                                                  | 225 km/t                     |       |       |       |       |
| Acceleration 0-100 km/t                                  | 7,4 sek. (Variant: 7,6 sek.) |       |       |       |       |
| Brændstofforbrug pr. 100 km ved blandet kørsel           | 1,7 liter Blyfri 95          |       |       |       |       |
| Batteridata                                              |                              |       |       |       |       |
| Batterikapacitet                                         | 9,9 kWh Siden 2019 13 kWh    |       |       |       |       |
| Elektrisk rækkevidde                                     | op til 50 km                 |       |       |       |       |
| Ladetid AC 2,3 kW 100 %                                  | 4 t. 15 min.                 |       |       |       |       |
| Ladetid AC 3,6 kW 100 %                                  | 2 t. 30 min.                 |       |       |       |       |

## Øvrig teknik
Elnettet i Passat B8 består af to ledningssæt, et i kabinen og et i motorrummet. Ledningssættet i kabinen består af 473 ledninger med en samlet længde på 952 meter med 692 kontakter i 123 stik og en samlet vægt på 12,2 kg. Ledningssættet i motorrummet består af 242 ledninger med 354 kontakter i 53 stik og en samlet vægt på 7,4 kg.
En yderligere nyhed i forhold til forgængeren er LED-forlygterne som fås som ekstraudstyr i to forskellige udførelser, dels som reflektorforlygter uden kurvelys og dels som projektionsforlygter med kurvelys.

## Passat B8 i Kina
I Kina findes Passat B8 i tre forskellige varianter. Stationcarudgaven sælges under navnet Volkswagen Variant eller Volkswagen Alltrack, men er ellers magen til den europæiske version. Ligesom forgængeren findes sedanudgaven kun i en ca. 10 centimeter forlænget version. Da modelnavnet "Passat" der bruges til den nordamerikanske Passat-model, hedder modellen i stedet Volkswagen Magotan.